# Kim-Liên-Oberschule
Die Kim-Liên-Oberschule (vietnamesisch Trường THPT Kim Liên) ist eine im Zentrum Hanois gelegene öffentliche Oberschule. Kim Lien bedeutet übersetzt „gelber Lotos“ und deshalb ziert ebendiese Blume auch das Wappen der Schule.

## Schulprogramm
Vor allem das Erlernen von Fremdsprachen steht im Vordergrund, daher ist Englisch  ein Pflichtfach. Einige  Schüler wählen zudem auch Japanisch oder Deutsch als zweite Fremdsprache.

## Außerschulische Aktivitäten
Neben dem Unterricht bietet die Kim-Lien-Oberschule auch  extracurriculare Aktivitäten. Es existieren Clubs, in denen nach dem Unterricht unter anderem Tanz, Volleyball oder das Spielen der Gitarre erlernt werden können. Darüber hinaus gibt es ein Projekt, das sich um Hilfe für Bedürftige bemüht. Die Schule fördert zudem einen  Schulaustausch mit  internationalen Partnerschulen in Japan, Deutschland, Australien und Singapur.